# SK플래닛
에스케이플래닛주식회사(영어: SK Planet Co.,Ltd.)는 대한민국의 O2O 커머스 플랫폼 및 디지털 콘텐츠 사업 업체이다. 2011년 10월 1일 SK텔레콤에서 분사하면서 만들어졌다. 2013년 2월 SK마케팅앤컴퍼니를 합병하였다.
2015년 9월 1일자로 호핀 서비스 부문을 SK브로드밴드에 분할합병했고, 2016년 3월 1일자로 플랫폼 사업부문을 SK테크엑스, 컨텐츠 사업부문을 원스토어주식회사로 인적분할하였고, 2016년 4월 5일자로 LBS사업부를 SK텔레콤에 분할합병하였다.
2017년 10월 24일부로 광고사업부문을 에스엠컬처앤콘텐츠에 매각하였다.

## 서비스

### 시럽 월렛(구 스마트월렛)
시럽 월렛(Syrup Wallet)은 SK플래닛의 디지털 지갑 서비스이다. 스마트폰에서 모바일 멤버십을 이용할 수 있다. 다른 브랜드와 제휴해서 서비스를 제공하고 있다.
2010년 6월 1일 SK텔레콤에서 T smart wallet이라는 이름으로 롯데멤버스 포인트, T멤버십 및 대명리조트 멤버십의 멤버십 조회/적립/사용과 제휴사의 쿠폰 받기를 목적으로 서비스를 오픈하였다. 2011년 3월 스마트월렛(Smart Wallet)으로 이름을 바꾸었다. 2011년 10월 1일 SK플래닛이 SK텔레콤에서 분사하면서 서비스가 이관되었다.
2014년 6월 2일 기존의 스마트월렛, 통합 마일리지 서비스 OK캐쉬백, 모바일 상품권 기프티콘 등을 통합한 온·오프라인 커머스 플랫폼 시럽을 발표했다. 론칭과 동시에 전국 약 8만개 점포(OK캐쉬백 5만과 스마트월렛 6만 합산, 중복 제외)가 가맹점으로 등록되었다. 기존 스마트월렛은 시럽 월렛으로 OK캐쉬백과 기프티콘은 각각 OK캐쉬백 by 시럽과 시럽 기프티콘으로 명칭이 변경되었다.

### OK캐쉬백
OK캐쉬백(OK CASHBAG)은 SK플래닛의 통합 마일리지 서비스이다. 1999년에 만들어진 이후 2008년에 SK마케팅앤컴퍼니로 이전되었으며, 2013년 2월 SK마케팅앤컴퍼니가 SK플래닛과 통합하면서 SK플래닛이 운영하게 되었다. 2015년 9월말 기준으로 가입자가 3,900만명이다. 2001년부터 2013년 4월 30일까지 쿠폰수거함은 신세계에게 있었다가 2013년 5월 1일부터는 홈플러스로 넘어갔다. 출시초기부터 해온 쿠폰모음판은 2016년 12월 31일자로 폐지됨에 따라 sk주유소및충전소와 홈플러스에서 철거될 예정이다. 미니스톱, 파리바게뜨에서 적립,사용이 가능하다.

## 스폰서
- SK플래닛 스타크래프트 프로리그 시즌 1
- SK플래닛 스타크래프트 II 프로리그 시즌 2 - 스타크래프트: 브루드 워의 마지막과 첫 스타크래프트 II: 자유의 날개를 병행하여 진행하는 프로리그이다.
- SK플래닛 스타크래프트 II 프로리그 12-13 - 첫 스타크래프트 II: 군단의 심장 프로리그이다.

## 광고
15년 10월 26일, SK플래닛 간편결제 서비스인 "시럽페이" 광고가 있었다. 주유 멤버십 카드 광고에 "놀러 갈 땐 우리차, 기름 넣을 땐 오빠 차, 오빠들 힘내라고 주유 멤버십 추천"이라는 문구를 사용하였다. 소비자들 중심으로 논란이 커지면서 시럽페이 이용자들은 고객센터에 항의 글, 집단 탈퇴를 감행하여 유감을 표하였다.

## 본점 및 지점 현황
- 본점: 경기도 성남시 분당구 판교로 264 (삼평동)
- 시흥공장: 경기도 시흥시 군자천로 179, A동 112호 (정왕동)